# Seimtxan (assentament de tipus urbà)
|  | Per a altres significats, vegeu «Seimtxan (desambiguació)». |

Seimtxan (en rus: Сеймчан) és una ciutat de l'oblast de Magadan, Rússia, localitzada a la riba esquerra del curs alt del riu Kolimà, a uns 350 km al nord de Magadan, la capital de l'oblast. La seva població l'any 2010 era de 2800 habitants.

## Història

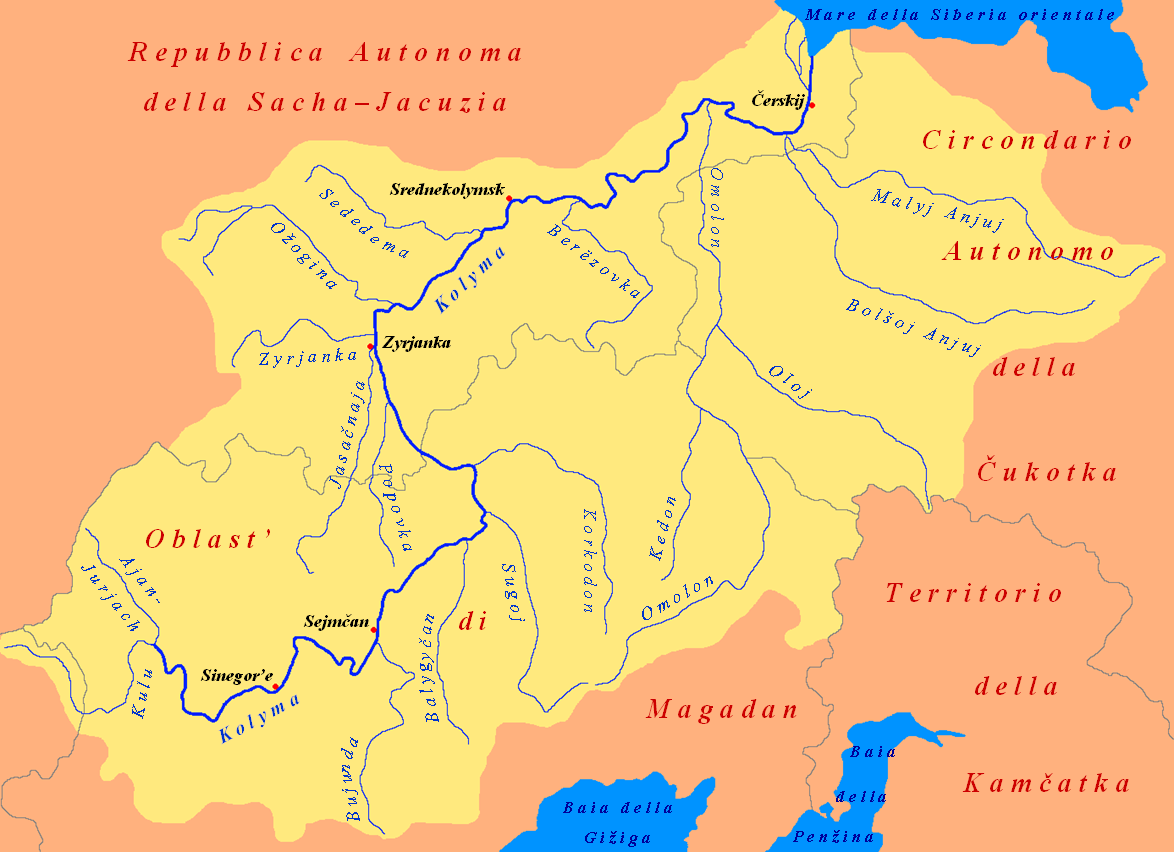
Mapa en italià del Riu Kolimà en el qual apareix, sobre el seu curs alt, Seimtxan (Sejmčan)

L'assentament es va fundar al segle xvii per iacuts. El seu nom deriva de l'idioma iakut i significa 'pol·lini', un espai obert d'aigua envoltat de gel marí.
El desenvolupament econòmic es va incrementar des de l'obertura de les mines d'or el 1931, i el descobriment d'explotacions de carbó i cobalt.
Des de 1949 a 1955 va ser una base d'un camp de treball que va albergar 5.700 presoners, obligats a treballar en les mines d'or i en la producció de fusta.